# Рога и копыта. Возвращение
«Рога и копыта. Возвращение» (англ. Back at the Barnyard) — американский анимационный мультсериал. Этот мультсериал является продолжением мультфильма «Рога и копыта». Премьера мультсериала состоялась 29 сентября 2007 года. Мультсериал завершился 11 ноября 2011 года. В России был показан в 2009—2012 годах на телеканале «ТНТ».

## Сюжет
Отис — беззаботный бык, любящий петь, танцевать и прикалываться над людьми, которые даже и не подозревают, какая жизнь на самом деле царит на скотном дворе. Отис вместе со своими друзьями Пипом и Фредди не остановится ни перед чем в стремлении к хорошему времяпровождению.

## Персонажи

### Главные персонажи
- Отис (озвучен Крисом Хардвиком в оригинале, Михаилом Тихоновым в закадровом переводе и русском дубляже): является чёрно-белой коровой мужского пола, но при этом имеет вымя, которое присуще только коровам-самкам. Глаза голубые. Также является «Быкменом» и лидером скотного двора. Всегда любит повеселиться, но часто попадает во многие переделки. В одной из серий упоминалось, что он тайно влюблён в Эбби.
- Пип (озвучен Джеффом Гарсией в оригинале, Данилом Эльдаровым в закадровом переводе и дубляже): является серой мышью скотного двора, которая говорит с небольшим мексиканским акцентом и часто едет на плече его лучшего друга Отиса. Также является «Крысобоем». Как известно по многим сериям, он влюблён в Бесси.
- Эбби (озвучена Ли-Эллин Бейкер в оригинале, Ольгой Сириной в закадровом переводе и дубляже): является белокурой коровой, которая живёт в скотном дворе. Глаза голубые. Эбби — что-то вроде девчонки-сорванца, борец, и бывший художник трапеции. Эбби всё ещё показывает индивидуальность девчушки в определённые моменты. Были определённые моменты в сериале, где у неё и Отиса есть романтичные чувства. Два родственника Эбби были упомянуты в сериале, это её неназванный сумасшедший дядя, и её кузина Вероника, которая сделала появление в серии второго сезона «Abby and Veronica». Эбби также упоминала многократно, что у неё есть 17 братьев.
- Свин (озвученный Тино Инсаной в оригинале, Денисом Беспалым в закадровом переводе и Ильёй Хвостиковым в русском дубляже): грязен и является единственным персонажем шоу, которого назвали в честь его собственной разновидности домашнего животного. У свиньи есть сильная, но довольно странная любовь к единорогам. Глаза голубые. У него есть любимый скунс по имени Сканки, и в одном эпизоде у него, как показывают, есть красивый певческий голос. Так же в одном эпизоде показано, что Свин является потомком королевского рода, который отличается от других свиней родимым пятном в виде короны на правой ягодице.
- Фредди и Пек: Фредди (озвучен Кэмом Кларком в оригинале, Михаилом Тихоновым в закадровом переводе и дубляже) является очень забавным хорьком и лучшим другом Пека (озвучен Робом Полсеном в оригинале, Даниилом Эльдаровым в закадровом переводе и дубляже), слабого петуха, которого Фредди часто хочет съесть. Фредди, возможно, не животное с фермы, но, тем не менее, он бродит вокруг скотного двора со своими друзьями и страдает от параноидального заблуждения и страдает расстройством личности. Пек, как и его лучший друг, глуповат, но он умнее хорька. Как известно по многим сериям, Пек очень много страдает и ему сильно достаётся.
- Дюк (озвучен Домом Иррерой в оригинале, Денисом Беспалым в закадровом переводе и в русском дубляже): пастуший пёс фермера, который присматривает за овцами. Глаза чёрные. Овцы считают Дюка болваном и запросто могут его обмануть. Дюк очень верен своему хозяину и не любит, когда Отис и его друзья заходят в дом фермера и веселятся. Дюк также вместе со скунсом не любят друг друга.
- Бесси (озвучена Вандой Сайкс в оригинале, Ольгой Сириной в дубляже): является лучшей подругой Эбби. Глаза карие. Но, тем не менее, она многих ненавидит, особенно Отиса, а также Пипа, который часто ей надоедает. Она со всеми груба.
- Нора Бидди (озвучена Марией Бэмфорд в оригинале, Ольгой Сириной в дубляже): всегда пытается доказать, что животные с фермы умеют говорить, но сколько она ни старается, ничего не выходит. Цвет глаз зелёные.
- Фермер Покупатель (озвученный Фредом Таташором в оригинале, Ильёй Хвостиковым в дубляже): вегетарианец, фермер животных, которых он считает своей семьёй. Фермер Покупатель несколько раз видел, как его животные разговаривают, но потом он вырубался. Удивительно, но Отис и его друзья долгое время не знали фамилии фермера.
- Юджин (Сопляк): племянник Норы Биди, хулиган. Но, скорее всего, он гораздо вреднее, чем она. Является главным отрицательным персонажем мультсериала. В отличие от тётушки, ему наплевать, что животные разговаривают и он хочет только больше вредить им. Издевается над животными скотного двора.
- Рут: единственный петух на ферме, очень любит развлекаться.
- Ханна: белая курица с большими голубыми глазами, отличающаяся умом .
- Мэдди: маленький цыплёнок женского пола с цветочком на голове и будет поумнее своих братьев.
- Майк: неизвестное существо, которое держат в коробке, и выпускают на вечеринках танцевать никто не знает кто он но его называют Дикий Майк.

### Второстепенные персонажи
- Нэйтон Бидди — муж Норы Бидди, который постоянно сидит в кресле и не верит в то, что животные с фермы разговаривают, и вообще считает её сумасшедшей.
- Йети — снежный человек, в серии «Отис против снежного человека» подружился с Эбби, а в серии «Отиса в мэры» стал мэром города.
- Ламы — появлялись в серии «Веселье счастливых зверей», где хотели победить Отиса в кеглях.

## Список эпизодов
| Сезон | Сезон | Эпизоды | Оригинальная дата выхода | Оригинальная дата выхода |
| Сезон | Сезон | Эпизоды | Премьера сезона          | Финал сезона             |
| ----- | ----- | ------- | ------------------------ | ------------------------ |
|       | 1     | 26      | 29 сентября 2007         | 24 февраля 2009          |
|       | 2     | 26      | 25 февраля 2009          | 12 ноября 2011           |

### Сезон 1 (2007—09)
| №  | Дата выхода      | Дата показа в России (ТНТ) | Название                                                                  | Автор(ы) сценария |
| -- | ---------------- | -------------------------- | ------------------------------------------------------------------------- | --- |
| 1  | 29 сентября 2007 | 17 августа 2009            | The Good, the Bad and the Snotty (Хороший, плохой и сопливый)             | Животные скотного двора избавляются от фермера на два дня. К миссис Бидди приехал её племянник, которого фермер попросил приглядеть за скотным двором. Племянник миссис Бидди очень не нравится животным скотного двора. |
| 1  | 29 сентября 2007 | 17 августа 2009            | Escape from the Barnyard (Побег со скотного двора)                        | Фермер покупает гриль, поэтому животные скотного двора начинают думать, что фермер хочет их съесть. Животные скотного двора в страхе от фермера убегают с фермы на дирижабле. |
| 2  | 6 октября 2007   | 18 августа 2009            | Cowman and Ratboy (Быкмен и Крысобой)                                     | Отис и Пип одеваются в Быкмена и Крысобоя, они хотят помочь всем, но Быкмен и крысобой только мешают. Быкмен и Крысобой спасают разносчиков пиццы, так они попадают в новости. В новостях Отис увидел, что сбежал грабитель, Отис решил поймать его в доме миссис Бидди, но миссис Бидди связывает его и пытается снять на камеру. Тем временем остальные животные скотного двора объединяются, чтобы спасти Отиса. |
| 2  | 6 октября 2007   | 18 августа 2009            | Cow’s Best Friend (Лучший друг коровы)                                    | Отис спасает жизнь Дьюку, тот без конца служит Отису, что очень быстро надоело Отису. Он решил сделать так, что Дьюк спасёт жизнь Отису. |
| 3  | 13 октября 2007  | 19 августа 2009            | Chez Pig (У Свина)                                                        | После случая на празднике у животных скотного двора они решили продавать людям пироги Свина. |
| 3  | 13 октября 2007  | 19 августа 2009            | The Right Cow (Правильная корова)                                         | Ночью обезьяна на космическом корабле приземляется на скотный двор. Обезьяна, узнав правила скотного двора, отправляет Отиса и Пипа в космос, чтобы животные скотного двора стали ему подчиняться. |
| 4  | 20 октября 2007  | 20 августа 2009            | Saving Mrs. Beady (Спасаем миссис Бидди)                                  | После того, как животные скотного двора говорили перед миссис Бидди, её отправляют лечиться в психиатрическую больницу. Животные скотного двора решили спасти миссис Бидди. |
| 4  | 20 октября 2007  | 20 августа 2009            | The Farmer Takes a Woman (Фермер заводит женщину)                         | Увидев фермера, скучающего по жене, животные скотного двора отправляют в интернет информацию о фермере и фотографию, сделанную в фотошопе. К фермеру приходит женщина, в которую он влюбился, но она не очень нравится животным скотного двора. |
| 5  | 24 ноября 2007   | 21 августа 2009            | Hypno-A-Go-Go (Гипно-затея)                                               | По случайности Отис загипнотизировал сам себя, поэтому, когда он слышит звонок, он пытается уничтожить фермера |
| 5  | 24 ноября 2007   | 21 августа 2009            | Fowl Play (Преступление)                                                  | Ночью Пек пропадает, все начинают думать, что Фредди съел Пека, потому что животные скотного двора находят много улик. |
| 6  | 19 января 2008   | 24 августа 2009            | Barnyard Games (Игры скотного двора)                                      | На дворе объявляются ежегодные игры. Отис дает разрешение участвовать Эбби, но она всегда и везде превосходила его во всех состязаниях. Тогда Отис решает прибегнуть к хитростям, узнав слабости Эбби, но Эбби об этом догадывается… |
| 6  | 19 января 2008   | 24 августа 2009            | War of the Pranks (Война приколов)                                        | Отис решил, что он чемпион по приколам, на что Бесси объявляет войну приколов. |
| 7  | 2 февраля 2008   | 25 августа 2009            | Lights! Camera! Moo! (Свет! Видеокамера\|Камера! Му!)                     | Фильм о безопасности Дюка оказался слишком скучным, и Отис решает снять фильм о безопасности в захватывающей версии, но подвергает амбар и находившихся в них животных опасности. |
| 7  | 2 февраля 2008   | 25 августа 2009            | Animal Farmers (Звери-фермеры)                                            | Отис по случайности калечит фермера для того, чтобы снять клип для Коренастого Джо, вследствие чего собрать урожай кукурузы оказывается некому. К вечеру Животные собирают весь урожай, но его съедает Свин, и тогда они решают найти другие способы выкупить ферму. |
| 8  | 16 февраля 2008  | 26 августа 2009            | Raging Cow (Соревнующаяся корова)                                         | Отис становится рестлером, но на самом деле это просто обман. |
| 8  | 16 февраля 2008  | 26 августа 2009            | The Great Sheep Escape (Великий побег овец)                               | С фермы убежали овцы. Дюк и Отис пытаются их найти. |
| 9  | 15 марта 2008    | 27 августа 2009            | The Big Barnyard Broadcast (Большой эфир скотного двора)                  | Миссис Биди решает рассказать про животных. |
| 9  | 15 марта 2008    | 27 августа 2009            | Dead Cow Walking (Мёртвая корова идёт)                                    | Отис думает, что он умирает, и исполняет все свои желания. |
| 10 | 29 марта 2008    | 28 августа 2009            | Cow’s Night Out (Корова тусует)                                           | Отис бросает друзей и начинает тусоваться с Эдди, Бадом и Иггом, но вскоре он попадает в тюрьму. |
| 10 | 29 марта 2008    | 28 августа 2009            | Otis Season (Сезон Отиса)                                                 | Отис переодевается в лося, но тут приходится убегать от сопляка. |
| 11 | 12 апреля 2008   | 31 августа 2009            | Big Top Barnyard (Скотный двор под куполом цирка)                         | Отис организовывает цирк. |
| 11 | 12 апреля 2008   | 31 августа 2009            | Pigmalion (Пигмалион)                                                     | Выясняется, что свин королевского рода, и к нему приезжают королевские свиньи. Чтобы понравиться им, Свин грубит всем подряд. |
| 12 | 26 апреля 2008   | 1 сентября 2009            | A Barn Day’s Night (Вечер скотного дня)                                   | Животные делают хор Долгоносики, однако начинают ссориться. |
| 12 | 26 апреля 2008   | 1 сентября 2009            | Meet the Ferrets (Знакомьтесь, хорьки)                                    | К Фредди приехали родители куроеды, и Фредди скрывает, что его лучший друг — петух. |
| 13 | 10 мая 2008      | 2 сентября 2009            | A Tale of Two Snottys (Сказка о двух сопляках)                            | Сопляк теряет память, и им притворяется Свин. |
| 13 | 10 мая 2008      | 2 сентября 2009            | Snotty’s New Pet (Новый питомец сопляка)                                  | Сопляк находит Пипа и хочет скормить змее. |
| 14 | 24 мая 2008      | 3 сентября 2009            | Home Sweet Hole (Дом, милая нора)                                         | У Пипа сломался дом, и он переселяется к Отису. |
| 14 | 24 мая 2008      | 3 сентября 2009            | Otis' Mom (Мама Отиса)                                                    | Бесси думает, что Отис её сын. |
| 15 | 7 июня 2008      | 4 сентября 2009            | Club Otis (Клуб Отиса)                                                    | Эбби хочет вступить в клуб Отиса. |
| 15 | 7 июня 2008      | 4 сентября 2009            | The Chronicles of Barnia (Хроники Амбарнии)                               | Отис и его друзья играют в ролевую игру по мотивам книги «Хроники Нарнии». Однако это замечает Сопляк, и Отис пытается его убедить, что он в волшебном мире. |
| 16 | 21 июля 2008     | 7 сентября 2009            | Barnyard Idol (Народный артист скотного двора)                            | Когда обнаруживается, что у Свина прекрасный голос, Отис и его команда записывают его на песенный конкурс, чтобы выиграть для фермера золотой трактор. |
| 16 | 22 июля 2008     | 7 сентября 2009            | The Haunting (Призраки)                                                   | Призрак кролика по имени Винки вселяется в Свина после того, как Отис строит весёлую хижину над местом захоронения домашних животных. |
| 17 | 23 июля 2008     | 8 сентября 2009            | Brave Udders (Смелое вымя)                                                | Отис испытывает страх, когда получает письмо от Краузера Кребса - своего хулигана из детства, в котором он сообщает, что собирается посетить скотный двор, поэтому его друзья пытаются помочь ему преодолеть свой страх перед хулиганом. |
| 17 | 24 июля 2008     | 8 сентября 2009            | Otis' Eleven (11 друзей Отиса)                                            | Суслики приходят в амбар и обманом выигрывают у Отиса амбар. |
| 18 | 22 сентября 2008 | 9 сентября 2009            | Otis vs. Bigfoot (Отис против Снежного человека)                          | На скотном дворе объявляется Снежный человек, и Эбби влюбляется в него. Отису это не нравится. |
| 18 | 25 июля 2008     | 9 сентября 2009            | Pecky Suave (Очаровательный Пеки)                                         | Пек принимает поддельное зелье, чтобы набраться смелости и поговорить со своей возлюбленной, Ханной, но в итоге он становится настолько самоуверенным, что вызывает на дуэль Рута, петуха, который намного крупнее его самого. |
| 19 | 29 ноября 2008   | 10 сентября 2009           | Cowman: The Uddered Avenger, part 1 (Быкмен: Мститель с выменем, часть 1) | Когда Отис, играющий Быкмена, получает задание охранять юрское кукурузное зерно на ярмарке, Мертин Фарглман хочет украсть его, чтобы выиграть премию садоводства, выдавая себя за профессора Твинивайнса. |
| 20 | 29 ноября 2008   | 11 сентября 2009           | Cowman: The Uddered Avenger, part 2 (Быкмен: Мститель с выменем, часть 2) | Когда Отис, играющий Быкмена, получает задание охранять юрское кукурузное зерно на ярмарке, Мертин Фарглман хочет украсть его, чтобы выиграть премию садоводства, выдавая себя за профессора Твинивайнса. |
| 21 | 23 сентября 2008 | 2011                       | Top Cow (Корова-ас)                                                       | Отис становится новым асом округа по опылению посевов. Однако несчастный случай заставляет его бросить работу, причем в неподходящий момент: огромное нашествие саранчи вот-вот уничтожит урожай. |
| 21 | 24 сентября 2008 | 2011                       | School of Otis (Школа Отиса)                                              | Отису приходится взять на себя преподавание (на корме «Бесси») после того, как он случайно ранил Пека, учителя детей. |
| 22 | 25 сентября 2008 | 2011                       | Otis for Mayor (Отиса в мэры)                                             | Когда миссис Бидди пытается баллотироваться на пост мэра, Отис решает выдвинуть свою кандидатуру против неё, чтобы избежать её обвинений в том, что они — говорящие животные. |
| 22 | 26 сентября 2008 | 2011                       | Dummy and Dummier (Болванка и болван)                                     | Когда Фредди впадает в депрессию из-за отсутствия у него таланта, Отис и его команда решают заставить его заняться чревовещанием. Однако созданная ими кукла, Мистер Джинкс, оживает и пытается их убить. |
| 23 | 24 октября 2008  | 2011                       | Some Like it Snotty (Некоторые любят посопливее)                          | Отис и его друзья переодеваются в девушек, потому что боулинг открыт, но бесплатно туда могут ходить только девушки. |
| 24 | 20 января 2009   | 2011                       | Pig Amok (Свинамок)                                                       | Свин возвращается на родину, чтобы жениться. |
| 24 | 21 января 2009   | 2011                       | The Sun Cow (Солнечная корова)                                            | Новые соседи Отиса, коровы породы Кобе, начинают думать, что он является реинкарнацией легендарной Солнечной коровы, когда обнаруживают, что у Отиса есть пятое вымя (которое на самом деле оказалось укусом пчелы). |
| 25 | 22 января 2009   | 2011                       | Doggelganger (Пёсельгангер)                                               | Пока Дюк находится у ветеринара после того, какего обрызгал скунс Свина, озорной дворняга по кличке Бакстер сбегает оттуда и идет на скотный двор, замаскировавшись под Дюка, чтобы показать, какой он на самом деле. Теперь Дюку нужно сбежать и вернуть свою жизнь обратно из рук Бакстера. |
| 25 | 23 января 2009   | 2011                       | Save the Clams (Спасите моллюсков)                                        | По просьбе Эбби Отис берет к себе моллюска, которого она спасла из ближайшего кафе. |
| 26 | 23 февраля 2009  | 2011                       | Cowdyshack (Коровий гольф-клуб)                                           | Отис использует Безумного Луи — сумасшедшего смотрителя на элитном поле для гольфа и, по-видимому, своего друга — чтобы пропустить его и животных через задние ворота и сыграть раунд. |
| 26 | 24 февраля 2009  | 2011                       | Adventures in Snotty Sitting (Приключения нянь сопляка)                   | Животные сломали игровую приставку фермера и теперь им нужно быстро заработать денег, чтобы заменить её. |

### Сезон 2 (2009—11)
| №  | Дата выхода      | Название                                                          | Краткое содержание |
| -- | ---------------- | ----------------------------------------------------------------- | --- |
| 27 | 12 сентября 2011 | Treasure Hunt (В поисках сокровищ)                                | Вороны решили обмануть Отиса, чтобы получить кукурузу, но тут задача отиса усложняется, ведь за сокровищами охотится сопляк.                         |
| 28 | 25 февраля 2009  | Wild Mike’s Dance Party (Танцевальная вечеринка Дикого Майка)     | Эбби устроила книжный клуб, но Отис решил, что это скучно, и представил всем вечеринку в честь Дикого майка. Вдруг утром выясняется, что Майк исчез. |
| 28 | 26 февраля 2009  | Buyers Beware (Покупатели, остерегайтесь)                         | Животные увидели табличку «Покупатели, прошу» и разогнали всех людей, но вскоре узнали, что Покупатель — фамилия фермера.                            |
| 29 | 18 мая 2009      | Abby and Veronica (Эбби и Вероника)                               | На ферму приезжает кузина Эбби — Вероника. В неё все влюбляются, в том числе Отис, что сильно злит Эбби.                                             |
| 29 | 27 февраля 2009  | Anchor Cow (Корова-репортёр)                                      | |
| 30 | 19 мая 2009      | Bling My Barn (Прокачайте мой амбар)                              | |
| 30 | 20 мая 2009      | Udderado (Вымя-рядо)                                              | |
| 31 | 21 мая 2009      | Cupig (Куписвин)                                                  | |
| 31 | 22 мая 2009      | Happy Animal Fun Time (Веселье счастливых зверей)                 | |
| 32 | 29 июня 2009     | Dream Birthday (День рождения мечты)                              | |
| 32 | 30 июня 2009     | Lord of the Beavers (Властелин бобров)                            | |
| 33 | 9 октября 2009   | Fumblebums (Мычащий футбол)                                       | |
| 33 | 9 октября 2009   | Endangered Liaisons (Опасные связи)                               | Чтобы спасти ферму, Отис красит Фредди в тхора, но тут на ферму приезжает настоящая тхориха Инга.                                                    |
| 34 | 1 июля 2009      | Little Otis (Малыш Отис)                                          | Чтобы не делать уборку, Отис получает клона. Но вскоре его похищает Миссис Биди.                                                                     |
| 34 | 2 июля 2009      | Kids in the City (Дети в большом городе)                          | Отис с Мэнни и другими идут в город, где детей — Мэнни, цыплёнка и телёнка задерживает офицер фред.                                                  |
| 35 | 3 июля 2009      | Snotty and Snottier (Сопливый и ещё сопливее)                     | К Сопляку приезжает кузен Бернард, который жесток и к животным скотного двора, и к Сопляку.                                                          |
| 35 | 5 ноября 2011    | Paging Dr. Filly (Вызов доктора Филли)                            | Чтобы помирить Фредди и Пека, Отис вызывает доктора Филли.                                                                                           |
| 36 | 5 октября 2009   | Barnyards and Broomsticks (Скотные дворы и мётлы)                 | Отис прогоняет медведя и называет себя король похода, но когда их преследует ведьма, то их спасёт только Акулось.                                    |
| 36 | 5 октября 2009   | The Barn Buddy (Амбарный друг)                                    | Отис покупает камеру — амбарного дружка, который оказывается очень плохим.                                                                           |
| 37 | 8 октября 2009   | Free Schmoozy (Освободите Шмузи)                                  | |
| 37 | 8 октября 2009   | Man’s Best Fiend (Лучший друг человека)                           | |
| 38 | 7 октября 2009   | Everett’s Treasure (Сокровища Эверетта)                           | |
| 38 | 7 октября 2009   | King Cud (Царь Коровхатет)                                        | |
| 39 | 6 октября 2009   | Iron Otis (Железный Отис)                                         | |
| 39 | 6 октября 2009   | Too Good to Be Glue (Как хорошо быть клеем)                       | |
| 40 | 14 ноября 2009   | Mr. Wiggleplix (Мистер Выгребликс)                                | |
| 40 | 14 ноября 2009   | Chain Gang (Банда на цепи)                                        | |
| 41 | 2 января 2010    | Get Bessy (Поймать Бесси)                                         | |
| 41 | 2 января 2010    | A Beautiful Freddy (Прекрасный Фредди)                            | |
| 42 | 25 октября 2009  | Back at the Booyard (Рога и адские копыта)                        | |
| 43 | 16 января 2010   | Arcade of Doom (Игровые автоматы смерти)                          | |
| 43 | 6 февраля 2010   | Rodeotis (Родеотис)                                               | |
| 44 | 11 сентября 2010 | Mission: Save Bigfoot (Миссия: спасти йети)                       | |
| 44 | 11 сентября 2010 | Mrs. Beady Takes a Holiday (Миссис Биди отправляется на каникулы) | |
| 45 | 5 декабря 2009   | It’s an Udderful Life (Рождественский выпуск)                     | |
| 46 | 16 января 2010   | RoboPeck (Робопек)                                                | |
| 46 | 6 февраля 2010   | Puppy Love (Щенячья любовь)                                       | |
| 47 | 18 сентября 2010 | Clonedemoneium (Клондемониум)                                     | |
| 47 | 18 сентября 2010 | Hickory Dickory Donkey (Вышла ослица из тумана)                   | |
| 48 | 19 сентября 2011 | Clown and Out (В клоуны и обратно)                                | |
| 48 | 19 сентября 2011 | Clan of the Cave Cow (Клан пещерной коровы)                       | |
| 49 | 26 сентября 2011 | Four Leaf Otis (Четырёхлистный Отис)                              | |
| 49 | 26 сентября 2011 | Cop Cow (Корова коп)                                              | |
| 50 | 3 октября 2011   | Plucky and Me (Смелый и я)                                        | |
| 50 | 3 октября 2011   | Pig of the Mole People (Свин повелитель кротов)                   | К Свину приходят кроты, чтобы попросить о помощи. На них напал червь маленького размера, но обижавшего всех своим злословием.                        |
| 51 | 19 июня 2010     | A Catfish Called Eddie (Сом по имени Эдди)                        | |
| 51 | 19 июня 2010     | Beady and the Beasts (Бидди и чудовище)                           | |
| 52 | 12 ноября 2011   | Aliens!!! (Инопланетяне!!!)                                       | |